# تراولرز کمپانی

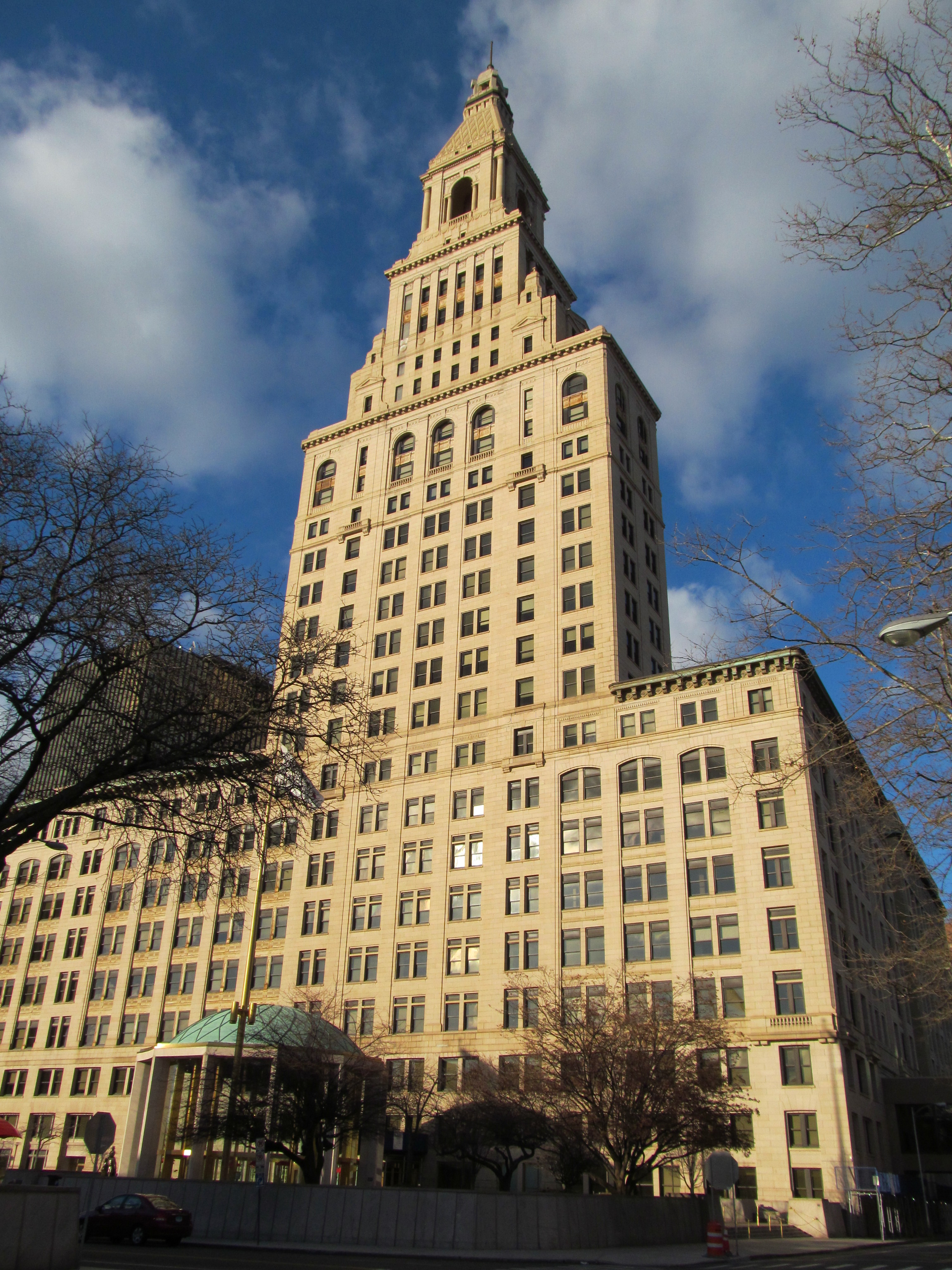
ساختمان اداری شرکت تراولرز، در هارتفورد، کانتیکت

تراولرز کمپانی (به انگلیسی: Travelers Company) شرکت بیمه آمریکایی است. این شرکت، دومین ارائه‌کننده بیمه تلفات ایالات متحده و سومین شرکت بزرگ خدمات بیمه شخصی در ایالات متحده است که در زمینه ارائه خدمات بیمه، به صورت مستقل فعالیت می‌کند.
شرکت تراولرز فعالیت خود را از مینه‌سوتا، آغاز کرد و اولین دفتر مرکزی آن در شهر نیویورک راه‌اندازی شد. دفاتر عملیاتی شرکت تراولرز در سینت پال، مینه‌سوتا و هارتفورد، کانتیکت مستقرند.
این کمپانی در ابتدا به عنوان یکی از شرکت‌های تابعه «کنترل دیتا کورپوریشن»، فعالیت خود را آغاز نمود. در سال ۱۹۸۶ توسط «سندی ویل»، خریداری شد، سپس به صورت یک شرکت اعتباری خصوصی درآمد. دو سال بعد، شرکت پریمریکا نیز، توسط ویل خریداری شد و در سال ۱۹۹۳ تراولرز و پریمریکا با هم ادغام شدند. در طول سال‌های بعد، این شرکت، کارگزاری سهام «اسمیت بارنی» را خریداری نمود.
تراولرز کمپانی، در فهرست بازار بورس نیویورک ذکر شده‌است، همچنین، از تاریخ ۸ ژوئن ۲۰۰۹ به عنوان بخشی از میانگین صنعتی داو جونز محسوب می‌شود. شرکت تراولرز، در آخرین فهرست فورچون ۵۰۰، در لیست بزرگترین شرکت‌های مستقر در ایالات متحده، در رتبه ۱۰۶ قرار گرفت.
کمپانی تراولرز، در هر ۵۰ ایالت آمریکا، دارای شعبه بوده و در کشورهای بریتانیا، ایرلند، سنگاپور، چین، کانادا و برزیل نیز فعالیت‌های گسترده‌ای دارد. در سال ۲۰۱۱، این شرکت درآمدی معادل ۲۵٬۵ $ میلیارد دلار کسب نمود و درحال‌حاضر، مجموع دارایی آن، بیش از ۱۰۴٬۶ میلیارد دلار، برآورد شده‌است.
تراولرز کمپانی، در طول حیات خود، در صنایع مختلفی فعالیت نموده، که می‌توان آن را در زمره شرکت‌های کنگلومرا (فعال در چند صنعت) دانست. ولی درحال‌حاضر تمرکز آن، در زمینه ارائه خدمات بیمه می‌باشد.